# Thryptospora
Thryptospora — рід грибів. Назва вперше опублікована 1947 року.

## Класифікація
До роду Thryptospora відносять 2 види:
- Thryptospora singularia
- Thryptospora singularis